# Deinsdorf (Weigendorf)
Deinsdorf ist ein in der Oberpfalz gelegenes Dorf, das ein Gemeindeteil von Weigendorf ist.

## Lage
Der Ort befindet sich in der Region Oberpfälzer Jura und liegt in der nach Weigendorf benannten Gemarkung. Deinsdorf selbst ist einer von elf Ortsteilen der Gemeinde Weigendorf. Die Ortsmitte des Gemeindesitzes liegt etwa zwei Kilometer entfernt und Sulzbach-Rosenberg 14 Kilometer.

## Verkehr
Die Bundesstraße 14 verläuft etwa eineinhalb Kilometer südlich des Ortes und ist durch eine über Hunas führende Gemeindeverbindungsstraßen erreichbar.

## Kultur und Sehenswürdigkeiten

### Bauwerke
In Deinsdorf gibt es drei denkmalgeschützte Bauwerke, das sind zwei Bauernhäuser und ein Fachwerkstadel.